# Photuris missouriensis
Photuris missouriensis is een keversoort uit de familie glimwormen (Lampyridae). De wetenschappelijke naam van de soort is voor het eerst geldig gepubliceerd in 1962 door McDermott.